# 东风站 (广州)
東風站是廣州地鐵14號線主線的北端總站。车站位於中國廣東省廣州市從化區從化大道与規劃迎賓大道路口的地底，于2018年12月28日随14號線一期通车而启用。
本站為廣州地鐵線網位處最北的車站。

## 車站結構

### 車站樓層
本站共有兩層。地面為從化大道、東風村內各住宅等建築；地下一層為站廳；地下二層為14號線站台層。
| 地下一层 | 站廳          | 售票機、客服中心、警务室、母婴室、安检设施 |                    |                    |
| 地下二层 |               | █14号线 嘉禾望岗方向（下站：从化客运站）   |                    |                    |
|          | 2 站台 4 站台 | 岛式站台（卫生间）                         | 岛式站台（卫生间） | 岛式站台（卫生间） |
|          |               | █14号线 备用站台                           |                    |                    |
|          | 3 站台 1 站台 | 岛式站台（卫生间）                         | 岛式站台（卫生间） | 岛式站台（卫生间） |
|          |               | █14号线 终点站台                           |                    |                    |

### 站廳

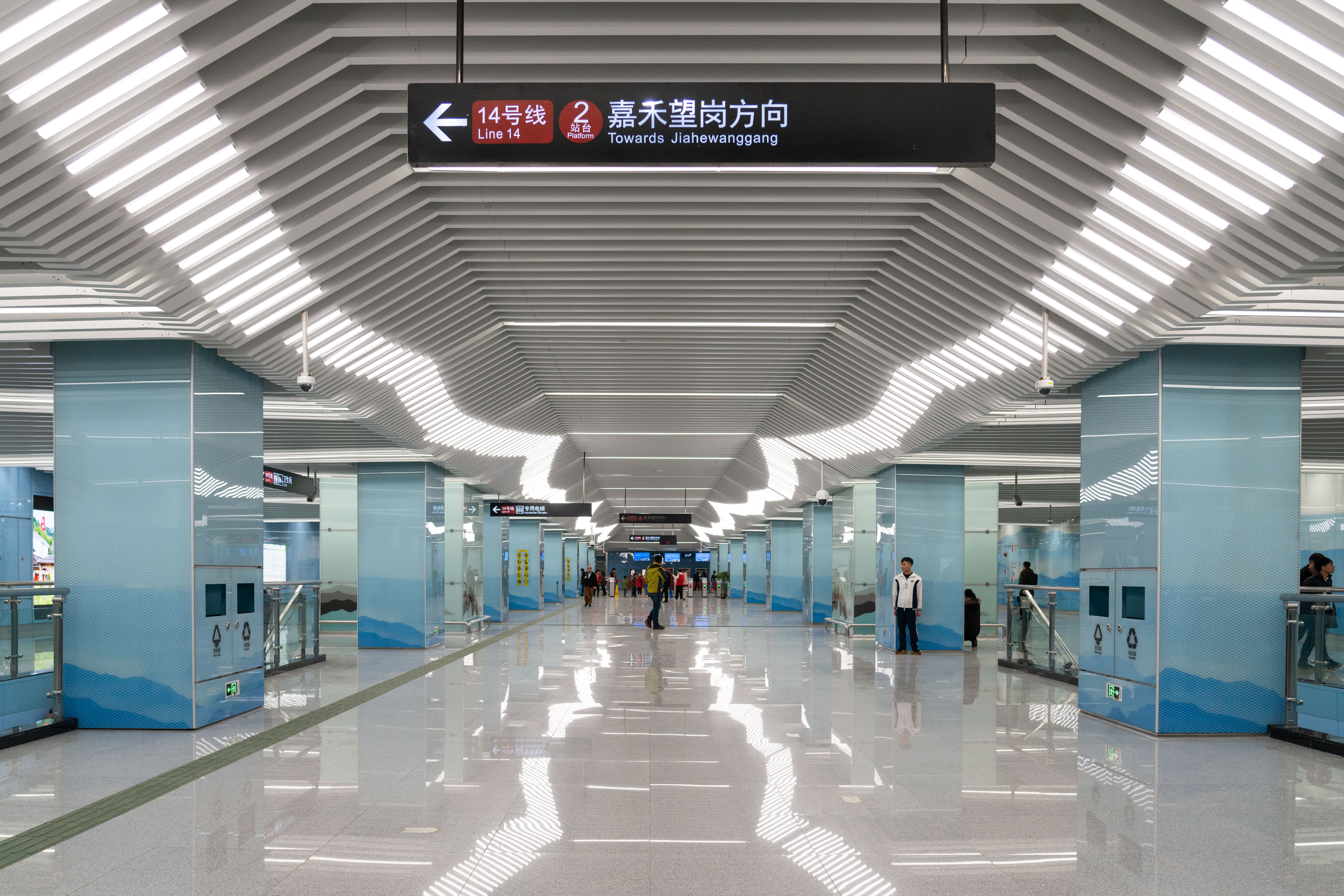
站廳

东风站站厅設有售票機、自动售卡/充值机、客務中心等设施。同时在非付费区西侧的通道设有7-11便利店。
為了方便乘客進出，因此东风站站厅东侧被划分为收费区，收费区内则分别设有专用电梯、扶手电梯以及楼梯以分别联络2个站台。
本站的母婴室设于站厅非付费区D出入口通道旁。
本站為14號線一期四個特色站之一，裝修風格结合了山、川、水的文化元素，突顯從化特色的山水式意境。

### 月台

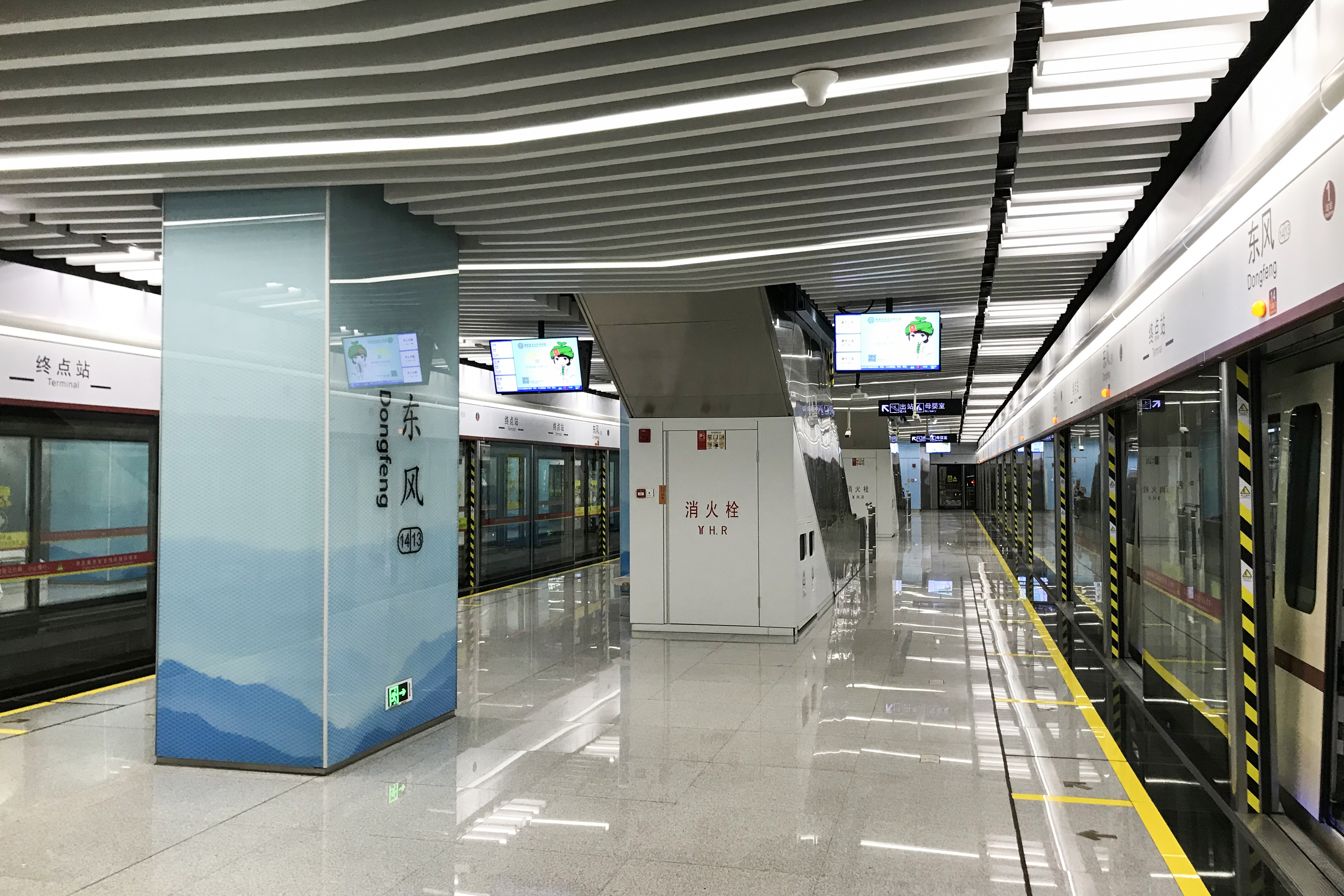
1号站台

車站設有三條路軌和兩個並排的島式月台，位於從化大道的地底。東邊路軌（1號月台）供14號線抵站使用；西邊路軌（2號月台）則供14號線折返後起載始發。
两个站台在南端均设有卫生间。
中央路軌在月台南北兩端均設有多條渡線，連接至兩側的14號線正線路軌。中央路軌同時亦往北延伸有一定長度。因此中央路軌可供14號線列車在車站進行站前或站後折返。
但14號線首期開通至今，因列車班次尚未加密，所有班次均使用兩側的路軌和1號及2號月台，並進入中央路軌站後段進行折返；中央路軌站前及站內段則暫不使用，而其兩邊的3號和4號月台作為備用月台，平時不使用。
同時兩側的正線北端盡頭亦預留條件；中央路軌亦預留條件，屆時可在北端加設一條渡線連接至南行正線，增強本站的折返能力。
在早晚高峰過後及晚上收車前夕，部分列車在1號月台清客後會退出服務，然後折返至2號月台開出，沿途不停站返回鄧村車輛段或石湖停車場。屆時2號月台會發出廣播，提醒乘客不能上車。

### 出入口
東風站目前设有3个出入口供乘客进出。
|                                           |                                                       |      |          |                                             |
| 编号                                      | 设施                                                  | 照片 | 出口指示 | 建议前往的目的地                            |
| B                                         | 盲道标志 · 扶手电梯标志                               |      | 从化大道 | 東風村 公交：地鐵東風站（北行）             |
| C                                         | 扶手电梯标志                                          |      | 从化大道 | 東風村 公交：地鐵東風站（南行）             |
| D                                         | 盲道标志 · 升降机标志 · 无障碍通道标志 · 扶手电梯标志 |      | 从化大道 | 東風村、東風西楼街 公交：地鐵東風站（南行） |
| 註： 設有 \| 設有 \| 設有 \| 設有扶手電梯 |                                                       |      |          |                                             |

## 接驳交通
东风站附近设有地铁东风站公交车站，方便乘客接驳公交前往从化区各地。
| 编号 | 编号 | 线路       | 线路 | 线路         | 收费  | 备注                          |
| ---- | ---- | ---------- | ---- | ------------ | ----- | ----------------------------- |
|      | 从20 | 从化汽车站 | ⇆    | 南方学院后门 | 2–3元 | 经河堤广场、东风村委 原 从15B |

| 编号 | 编号    | 线路            | 线路 | 线路             | 收费 | 备注 |
| ---- | ------- | --------------- | ---- | ---------------- | ---- | ---- |
|      | 从4快线 | 地铁东风站C出口 | ⇆    | 温泉宾馆         | 2元  |      |
|      | 从7     | 兴园南路北      | ⇆    | 地铁东风站C出口  | 1元  |      |
|      | 从16    | 地铁东风站C出口 | ⇆    | 中医医院江埔院区 | 2元  |      |

| 编号 | 编号  | 线路            | 线路 | 线路            | 收费  | 备注                          |
| ---- | ----- | --------------- | ---- | --------------- | ----- | ----------------------------- |
|      | 从8   | 地铁东风站D出口 | ⇆    | 城建学院        | 1元   |                               |
|      | 从20  | 从化汽车站      | ⇆    | 南方学院后门    | 2–3元 | 经河堤广场、东风村委 原 从15B |
|      | 从21  | 地铁东风站D出口 | ⇆    | 珠江学院东北门  | 2元   | 经西街口 原 从17B             |
|      | 从夜3 | 从化汽车站      | ⇆    | 地铁东风站D出口 | 3元   | 从21路附属线路                |

## 利用情況
東風站位於規劃從化新城的中心地帶，但因現時從化新城規劃尚未實施，且車站遠離所處的城郊街道中心，因此本站主要服務東風村，部分周邊地區和温泉大道沿线的居民以及廣州南方學院的學生會乘坐公交車前往本站。
本站僅在14號線開通首幾天有較大的客流，大多是前來體驗新線的乘客。現時車站客流水平較低，非高峰期車站更會顯得非常冷清。

## 歷史

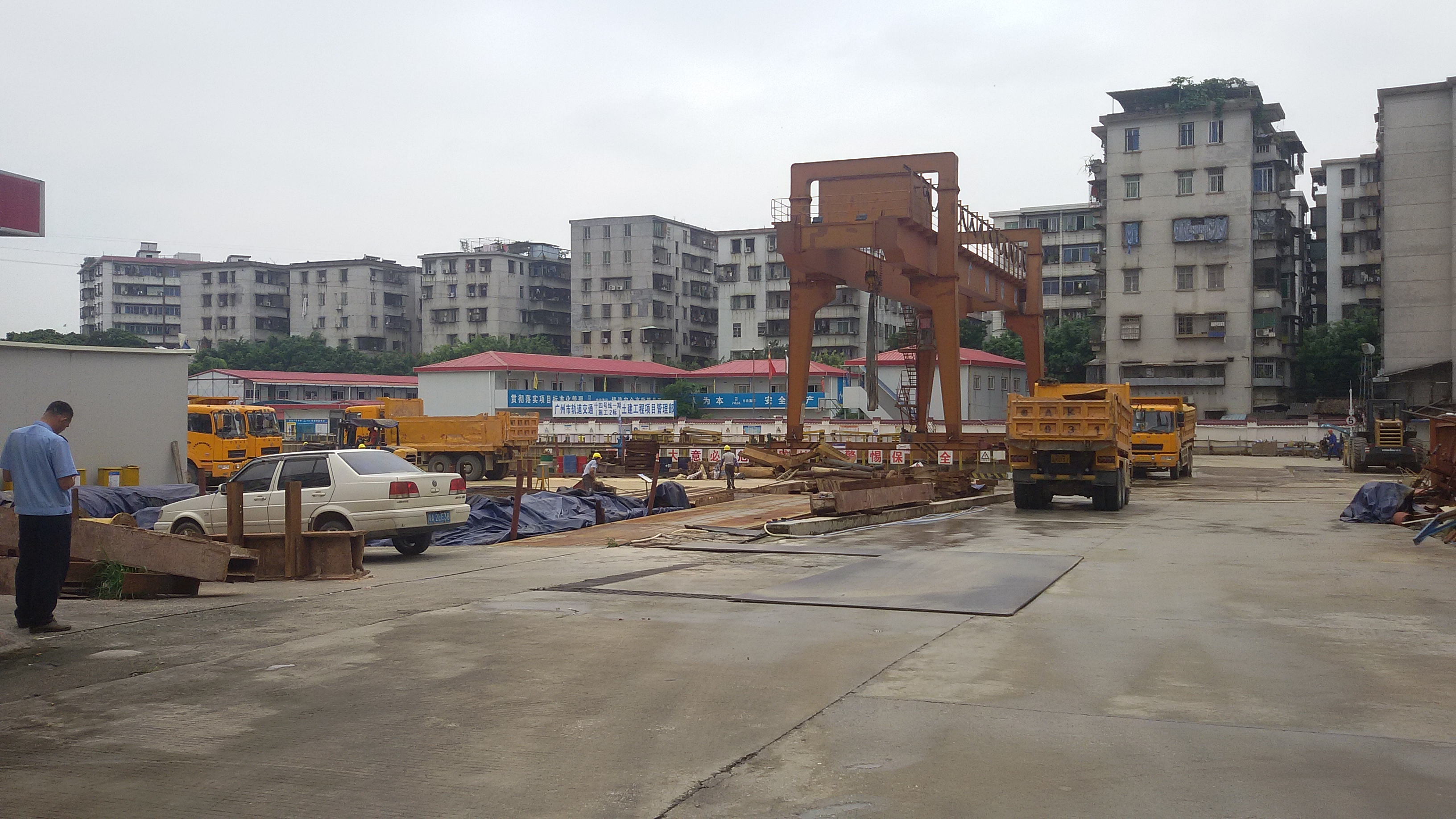
正在建设中的东风站（2017年5月）

本站规划及建設時命名為街口站。2018年3月，廣州地鐵集團以東風站作為車站名稱向廣州市民政局地名委員會申報，最終經公示確定以東風站作為車站正式名稱。
本站最早在2003年的地铁规划方案出现，為當時的新华线的北端總站。後來新華線分拆為來往花都區的9號線和來往從化區的14號線，本站成為14號線的車站之一。
2010年，14号线提出了設置快慢線，本站確定為快線停車站，車站月台則被設計為雙島三線式，滿足快慢車折返的需要。
後來本站被列入14號線一期工程中進行建設。車站於2014年3月開工，2017年11月封頂，2018年10月30日移交三權至運營四中心。随后于2018年12月28日下午12时28分，随14號線一期開通而启用。
車站開通初期的一段時間內，兩個島式月台各自僅使用一個月台編號（1號及2號月台），本站因而也是當時廣州地鐵線網內，唯一一個給每個島式月台使用一個月台號碼的車站。其後中央路軌兩側的月台獲改編為3號及4號月台，但僅作為備用月台，未正式啟用。